# Маёвка (Оренбургская область)
Маёвка — посёлок в Первомайском районе Оренбургской области. Входит в состав Володарского сельсовета.

## География
Посёлок расположен в верховье реки Чаган, в 6 км к юго-западу от районного центра посёлка Первомайский.

## История
Основан в 1931 году как ферма № 4 совхоза имени Володарского. В 1966 г. Указом Президиума ВС РСФСР поселок отделения № 2 совхоза имени Володарского переименован в Маевка.

## Население
| 2010 |
| ---- |
| 339  |